# 札幌啤酒庭園車站
札幌啤酒庭園車站（日语：／ Sapporo Bīru Teien eki */?）是位於日本北海道惠庭市，屬於北海道旅客鐵道（JR北海道）千歲線的鐵路車站。站名源自於鄰近的札幌啤酒北海道工廠。

## 歷史
- 1990年7月1日：開業[1]。
- 2008年10月25日：Kitaca設備啟用[2]。

## 車站結構

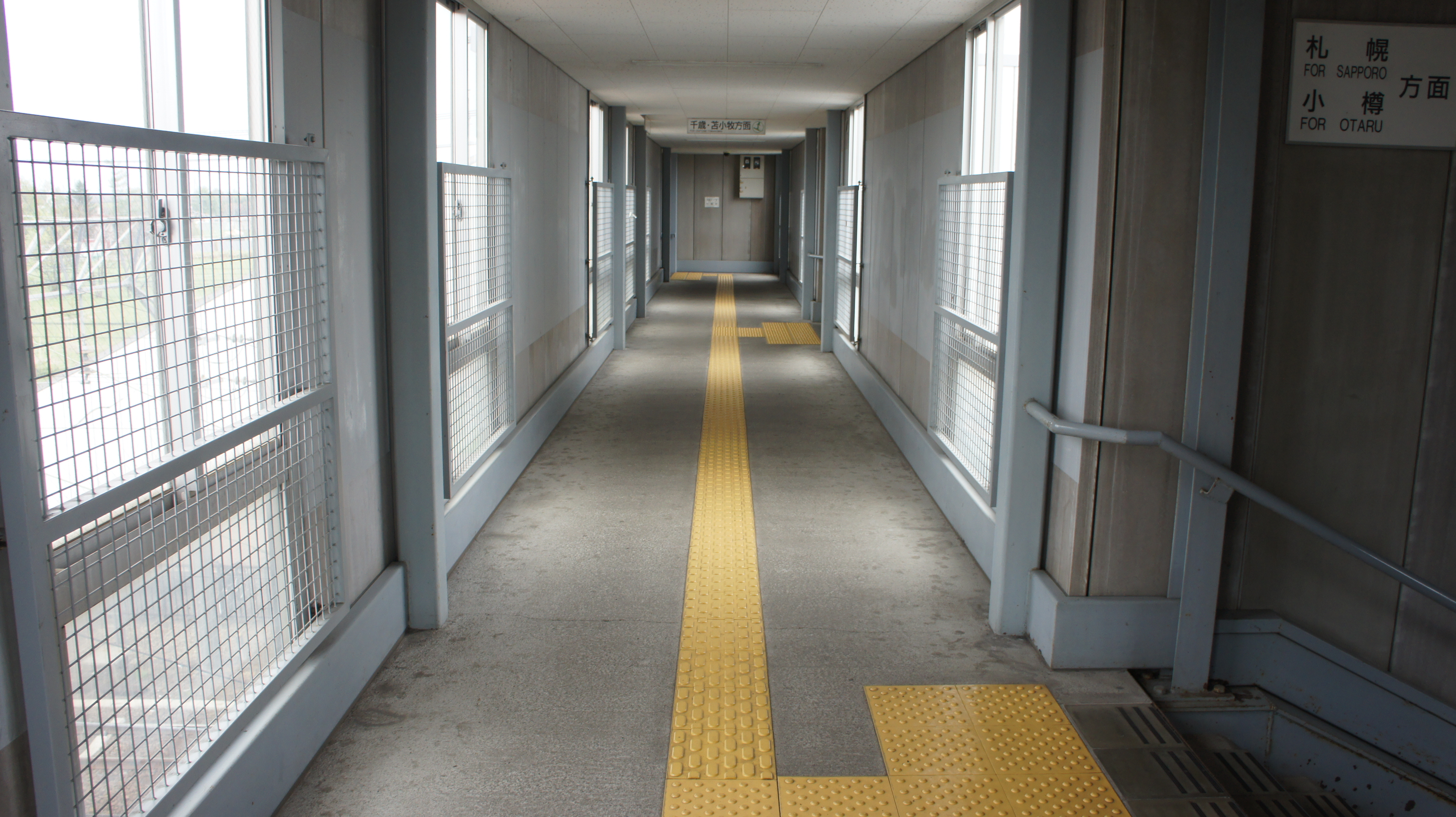
跨線天橋（2017年5月）
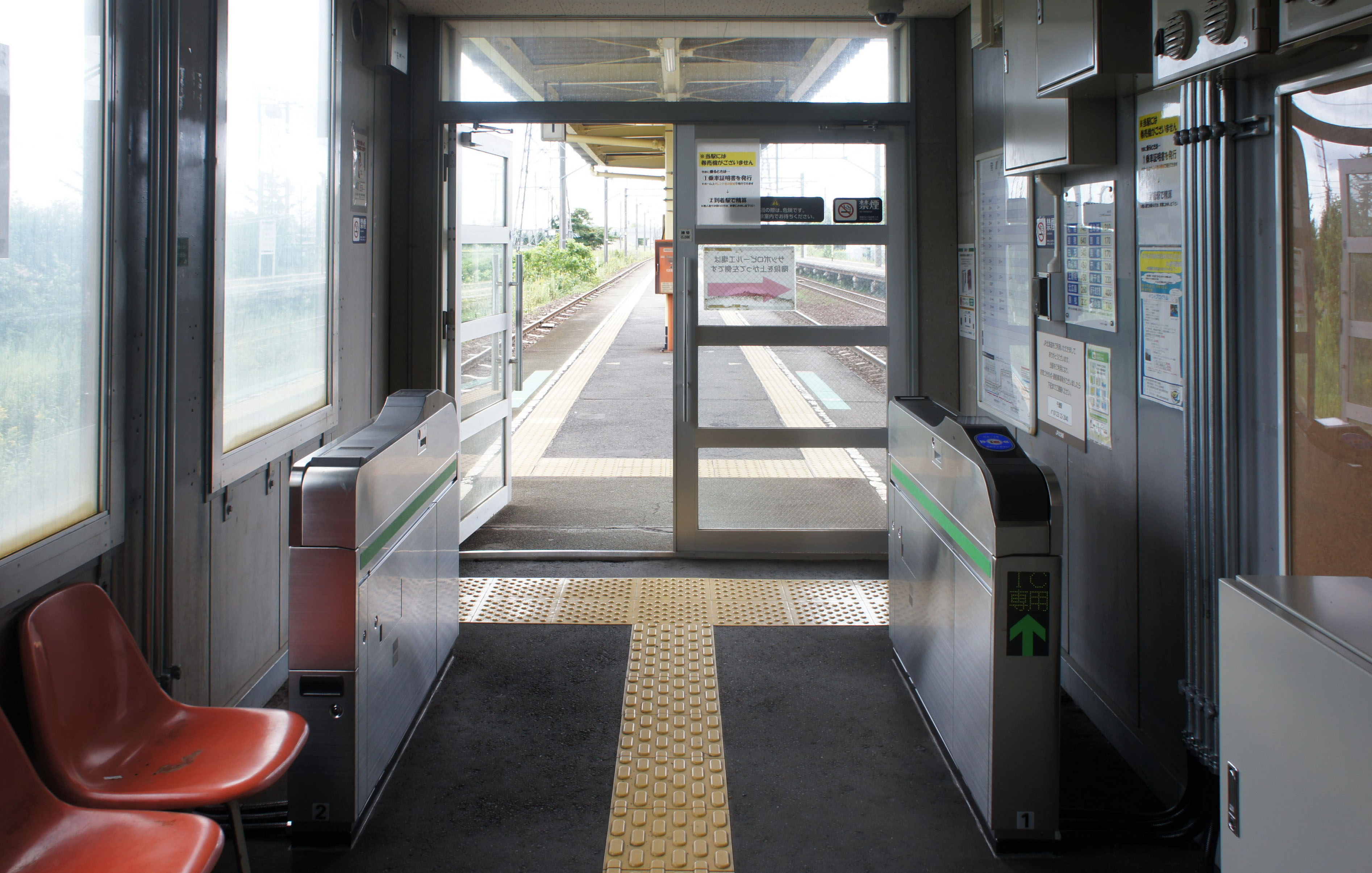
1號與2號月台的驗票口（2018年9月）
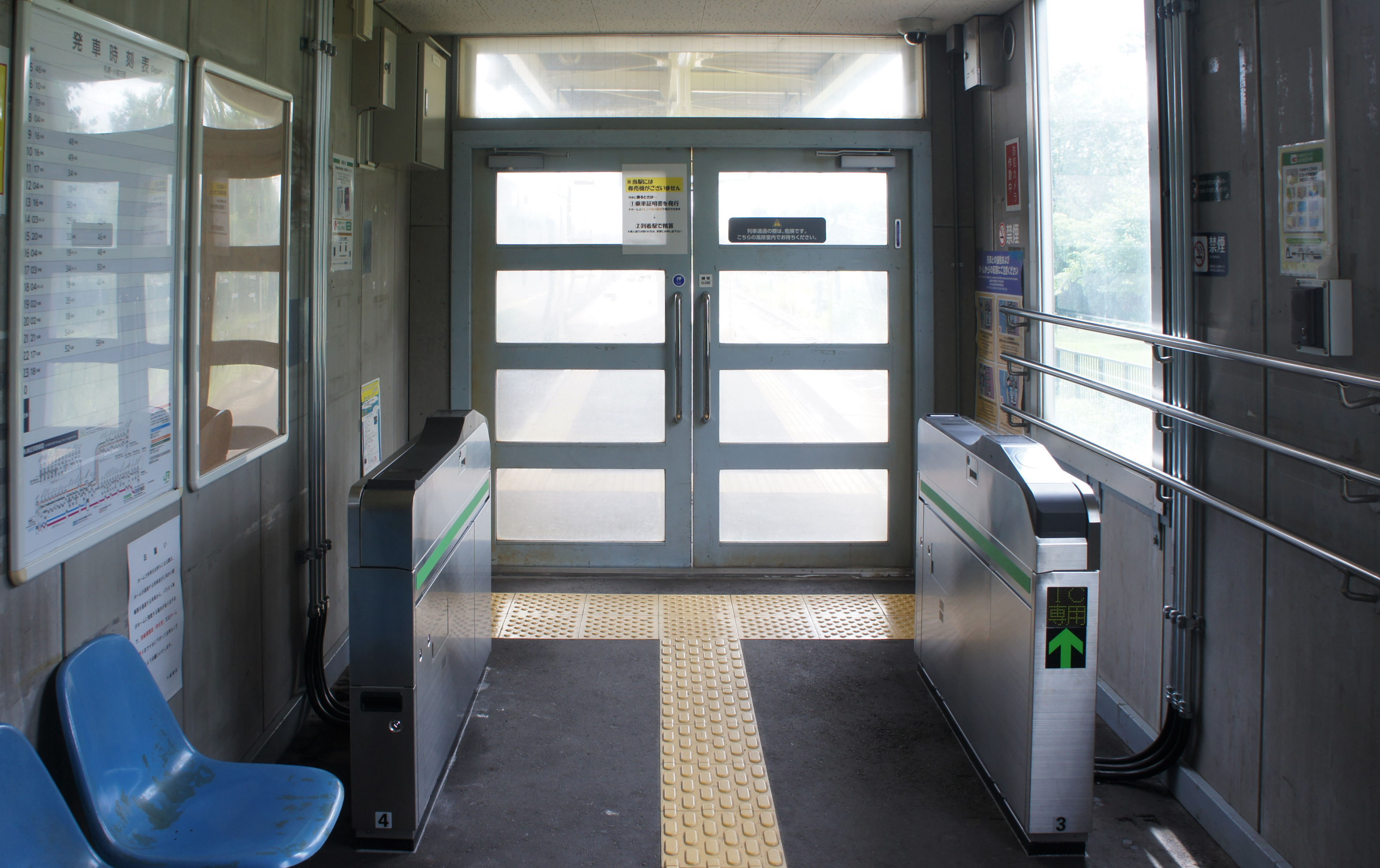
3號與4號月台的驗票口（2018年9月）
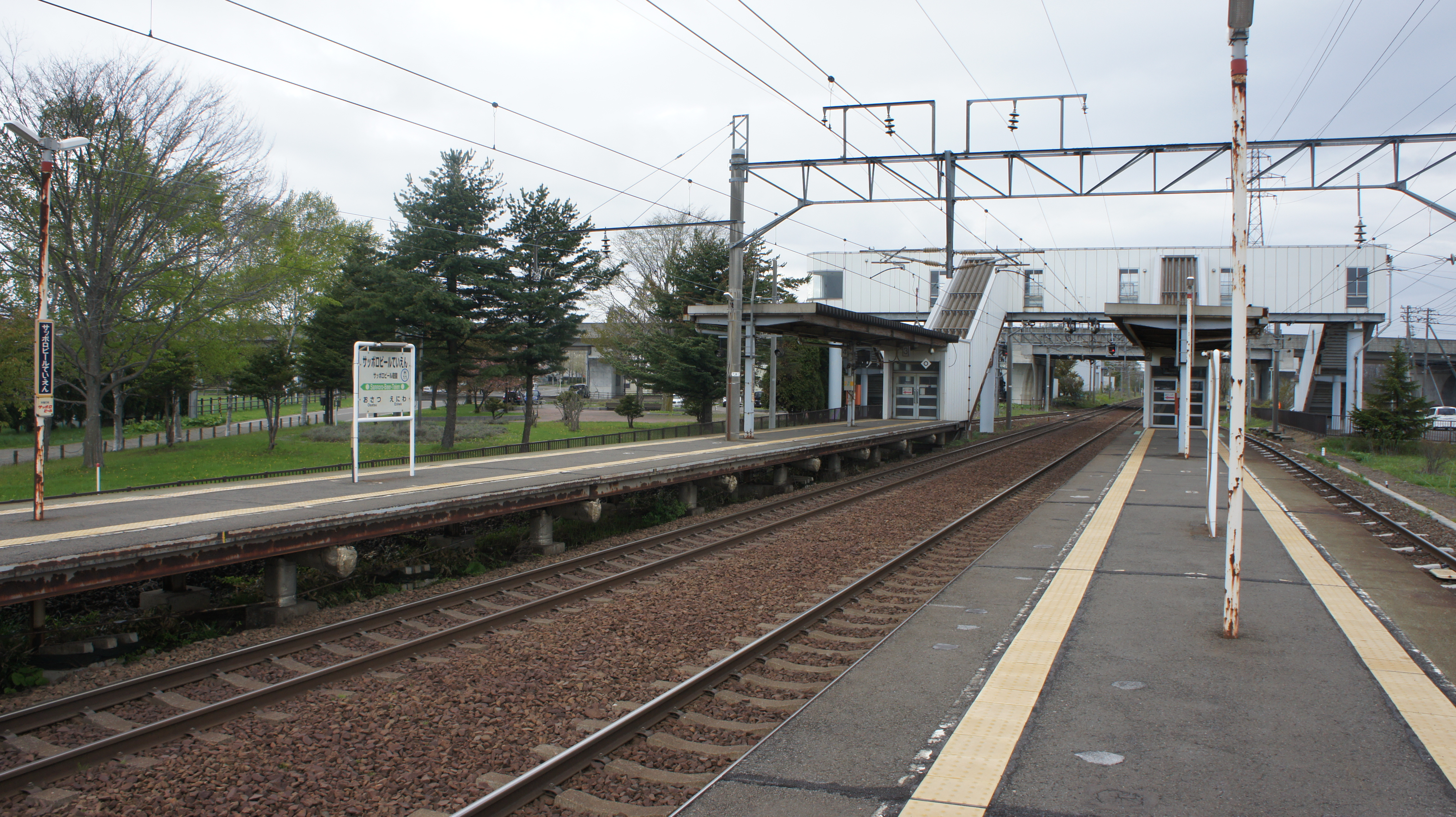
月台（2017年5月）

此站為島式月台2面4線的地面車站與無人站。
| 月台 | 路線    | 方向 | 目的地           |
| ---- | ------- | ---- | ---------------- |
| 1、2 | ■千歲線 | 上行 | 千歲、苫小牧方向 |
| 3、4 | ■千歲線 | 下行 | 札幌、手稻方向   |

## 相鄰車站
北海道旅客鐵道（JR北海道）
■千歳線
■特别快速「機場」、■快速「機場」
通過
■普通（一部列車通過此站）
長都（H12）－札幌啤酒庭園（H11）－惠庭（H10）

## 另見
以啤酒廠牌命名的日本車站：
- 麒麟車站（キリン駅），位於神奈川縣橫濱市的京急本線車站，命名自附近的麒麟啤酒工廠，已於1949年廢站。
- 惠比壽車站（恵比寿駅），位於東京都澀谷區的車站，命名自附近生產惠比壽啤酒的日本麥酒釀造公司（現在的札幌啤酒）之工廠。

## 外部連結
- JR北海道札幌啤酒庭園站 （页面存档备份，存于）（日語）